# 長久保裕
長久保 裕（ながくぼ ひろし、1946年12月14日 - ）は、日本の元フィギュアスケート選手、フィギュアスケートコーチ。1972年札幌オリンピック代表。

## 経歴
山梨県出身。山梨大学附属中学校、山梨県立甲府第一高等学校、日本大学卒業。1966年、全日本フィギュアスケートジュニア選手権男子シングルで優勝。1967年から1971年まで、長沢琴枝とともに全日本フィギュアスケート選手権ペア5連覇。1972年札幌オリンピックでペア16位に入った。
競技を引退してからは千葉・新松戸で指導者となる。1988年から仙台市の「泉DLLアカデミー」のコーチとなる。この頃、仙台には及川史弘がいた。その後、長久保に師事すべく各地から有望選手が集まり、1998年長野オリンピックには本田武史、田村岳斗、荒川静香、荒井万里絵と4人の教え子が出場した。
2006年4月、仙台のリンクが閉鎖するのに伴い、名古屋市にある邦和スポーツランドの専属コーチとなる。仙台で長久保に師事していた有望選手数人も、長久保とともに名古屋市に拠点を移した。2009年2月、胃癌の手術を受け、手術は成功し回復に向かう。その後、本郷理華、日野龍樹らをコーチし、日本フィギュアスケーティングインストラクター協会副理事長も務める。
2017年9月、「家族の事情で長期の休みが必要となったため」として邦和スポーツランドのコーチを退任した。
長久保の教え子でありISUテクニカルコントローラーを務める天野真は長久保について「世界を見渡しても長久保先生ほど（ジャンプを）教えるのが上手な人はいない」と評価している。

## 主な戦績
| 大会/年      | 1967-68 | 1968-69 | 1969-70 | 1970-71 | 1971-72 |
| ------------ | ------- | ------- | ------- | ------- | ------- |
| オリンピック |         |         |         |         | 16      |
| 世界選手権   |         |         | 16      | 15      |         |
| 全日本選手権 | 1       | 1       | 1       | 1       | 1       |